# Университет Восточной Африки
Университет Восточной Африки (англ. University of East Africa; суахили Chuo Kikuu cha Afrika Mashariki) образован 29 июня 1963 года тремя получившими независимость от Великобритании восточноафриканскими колониями, Кенией, Танзанией и Угандой. Однако скоро рост национальной обособленности в новых государствах взял верх над интересами региональной интеграции, и в 1970 году университет был разделён на Университет Найроби (Кения), Университет Макерере (Уганда) и Университет Дар-эс-Салама (Танзания).
Единственным канцлером все годы существования университета был Джулиус Камбараге Ньерере.